# (7440) Závist
7440 Zavist (1995 EA) – planetoida z grupy pasa głównego asteroid okrążająca Słońce w ciągu 4,16 lat w średniej odległości 2,59 j.a. Odkryta 1 marca 1995 roku.